# Fronteira do Norte
Fronteira do Norte (em árabe: منطقة الحدود الشمالية; romaniz.: Al-Ḥudūd Aš-Šamāliyya) é uma região da Arábia Saudita, com capital em Arar. Possui 111 797 quilômetros quadrados e segundo censo de 2018, havia 375 310 habitantes.